# Шуменци
Шуменци (болг. Шуменци) — село в Болгарии. Находится в Силистренской области, входит в общину Тутракан. Население составляет 544 человека.

## Политическая ситуация
В местном кметстве Шуменци, в состав которого входит Шуменци, должность кмета (старосты) исполняет Симеон Георгиев Димитров (Болгарская социалистическая партия (БСП)) по результатам выборов правления кметства.
Кмет (мэр) общины Тутракан — Георги Димитров Георгиев (Болгарская социалистическая партия (БСП)) по результатам выборов в правление общины.